# Вольфганг Регенсбургский
Вольфганг Регенсбургский (нем. Wolfgang von Regensburg; 924, Пфуллинген, Нижняя
Швабия — 31 октября 994, Пуппинг, Верхняя Австрия) — миссионер и епископ Регенсбурга. Почитается в православной и католической церкви (канонизирован в 1052 году). Считается одним из трёх самых великих немецких святых.

## Биография
Вольфганг происходил из знатной фамилии. В 10-летнем возрасте он поступает в школу при монастыре Райхенау. В 956 году он, по совету своего друга Генриха, архиепископа Трирского, переезжает в Трир, где служит учителем в соборной школе, деканом собора и канцлером соборного капитула. В Трире Вольфганг выступает за строгое соблюдение обета бедности среди духовенства. В 964 году в Швейцарии Вольфганг становится монахом бенедиктинского ордена, в 968 он был посвящён в священнический сан.
После того, как Вольфгангу явилось видение его святого покровителя Отмара, в 971 году он отправляется как простой миссионер на территории, заселённые язычниками — в Норик и Венгрию. В 972 он был отозван в Германию и становится епископом Регенсбурга (несмотря на первоначальное недоверие к нему императора). Вольфганг в должности епископа сумел провести ряд важных церковных реформ: так, с его согласия из диоцеза были выделены чешские земли и образовано отдельное Пражское епископство. Этому акту способствовали в немалой мере дружеские отношения Вольфганга с членами чешской княжеской семьи: во время междоусобиц в Чехии при дворе регенсбургского епископа укрывались будущий чешский князь Ольдржих и его мать Эмма Чешская.

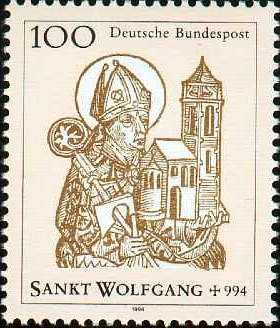
Почтовая марка Германии, посвящённая 1000-летию со для смерти св. Вольфганга

Как крупный земельный феодал, епископ Вольфганг участвовал в военных походах, организованных императором Оттоном II — против французского короля Лотаря, а также в Италию. После смерти Оттона и вспыхнувшей в Империи борьбе за власть епископ Вольфганг поддержал Генриха Баварского (будущего императора Генриха II), был воспитателем его детей.
Вольфганг был провозглашён святым 7 октября 1052 года римским папой Львом IX. Днём святого Вольфганга является 31 октября. Он — святой патрон Регенсбурга и Баварии, а также представителей таких профессий, как скульпторы, плотники, деревщики и пастухи. 7 октября в Регенсбурге отмечается праздник св. Вольфганга, связанный с перезахоронением его святых мощей. Молитва св. Вольфгангу, по народным поверьям, помогает при лечении ревматизма, болезней ног и кожи, паралича, инсульта и бесплодия, а также защищает от болезней домашних животных. Священные атрибуты, с которыми обычно изображается св. Вольфганг — епископский посох, церковь и топор.